# Takin’ Off
Takin' Off – debiutancki album studyjny amerykańskiego pianisty i kompozytora jazzowego Herbiego Hancocka, wydany w 1962 roku nakładem Blue Note.

## Powstanie
Materiał na płytę został zarejestrowany 28 maja 1962 roku przez Rudy'ego Van Geldera w należącym do niego studiu (Van Gelder Studio) w Englewood Cliffs w stanie New Jersey. Produkcją płyty zajął się Alfred Lion.

## Recepcja i wpływ
Longplay opisywano jako „jeden z najznakomitszych i najbardziej oszałamiających debiutów w dziejach jazzu”.
Utwór Watermelon Man, zainspirowany wspomnieniem postaci sprzedawcy arbuzów i rytmicznym stukotem o bruk kół jego wozu ciągniętego przez konie po ulicach South Side w Chicago, gdzie Hancock dorastał, wybrano na singel promujący płytę. Kompozycję tę z chęcią nagrywali również inni wykonawcy, w sumie ponad dwustu (po raz pierwszy Mongo Santamaría już w 1962), tak że stała się standardem jazzowym. W latach 70. również sam Hancock ponownie wykorzystał ten utwór, prezentując go w zmienionej wersji na swoim albumie Head Hunters (1973).
Album dotarł do 84. pozycji listy przebojów Billboard Hot 100.

## Lista utworów
Opracowano na podstawie materiału źródłowego.
Wydanie LP
Strona A
| Nr | Tytuł utworu      | Muzyka         | Długość |
| -- | ----------------- | -------------- | ------- |
| 1. | „Watermelon Man”  | Herbie Hancock | 7:09    |
| 2. | „Three Bags Full” | Hancock        | 5:27    |
| 3. | „Empty Pockets”   | Hancock        | 6:12    |
|    |                   |                | 18:48   |

Strona B
| Nr | Tytuł utworu  | Muzyka  | Długość |
| -- | ------------- | ------- | ------- |
| 1. | „The Maze”    | Hancock | 6:48    |
| 2. | „Driftin'”    | Hancock | 6:58    |
| 3. | „Alone and I” | Hancock | 6:30    |
|    |               |         | 20:16   |

Utwory dodatkowe na reedycji (2007)
| Nr | Tytuł utworu                       | Muzyka  | Długość |
| -- | ---------------------------------- | ------- | ------- |
| 1. | „Watermelon Man (alternate take)”  | Hancock | 6:35    |
| 2. | „Three Bags Full (alternate take)” | Hancock | 5:32    |
| 3. | „Empty Pockets (alternate take)”   | Hancock | 6:28    |
|    |                                    |         | 18:35   |

## Twórcy
Opracowano na podstawie materiału źródłowego.
Muzycy:
- Herbie Hancock – fortepian
- Dexter Gordon – saksofon tenorowy
- Billy Higgins – perkusja
- Freddie Hubbard – trąbka, skrzydłówka
- Butch Warren – kontrabas

Produkcja:
- Alfred Lion – produkcja muzyczna
- Rudy Van Gelder – inżynieria dźwięku
- Reid Miles – fotografia na okładce, projekt okładki
- Leonard Feather – liner notes
- Michael Cuscuna – produkcja muzyczna (reedycja z 2007)
- Bob Blumenthal - liner notes (2007)
- Amanda Wray – projekt okładki (2007)